# Prix Paul Delanoe
Prix Paul Delanoe är ett montélopp för fem-tioåriga hingstar, valacker och ston som äger rum i juni på Hippodrome de Vincennes i Paris i Frankrike. Det är ett Grupp 3-lopp, man måste minst ha sprungit in 54 000 euro för att få starta.
Loppet rids sedan 2021 över 2175 meter, tidigare 2850 meter på stora banan på Vincennes, med voltstart. Den samlade prissumman är 90 000 euro, och 40 500 euro i första pris.

## Vinnare
| År   | Häst               | Efter              | Kusk                    | Tränare                 | Tid    |
| ---- | ------------------ | ------------------ | ----------------------- | ----------------------- | ------ |
| 2025 | Filwell            | Qwerty             | Adrien Lamy             | Pierre Levesque         | 1'10"5 |
| 2024 | Hanna des Molles   | Village Mystic     | Alexandre Abrivard      | Laurent-Claude Abrivard | 1'09"6 |
| 2023 | Granvillaise Bleue | Jag de Bellouet    | Camille Levesque        | Pierre Levesque         | 1'11"1 |
| 2022 | Freeman de Houelle | Vigove             | Éric Raffin             | Franck Leblanc          | 1'10"1 |
| 2021 | Clegs des Champs   | Legs du Clos       | David Thomain           | Thierry Raffegeau       | 1'11"7 |
| 2020 | Boss du Meleuc     | Lucky Blue         | Alexandre Abrivard      | Yannick Alain Briand    | 1'12"5 |
| 2019 | Clegs des Champs   | Legs du Clos       | David Thomain           | Thierry Raffegeau       | 1'13"2 |
| 2018 | Alpha Saltor       | Paris Haufor       | Matthieu Abrivard       | Daniel Bethouart        | 1'13"3 |
| 2017 | Alpha Saltor       | Paris Haufor       | Matthieu Abrivard       | Daniel Bethouart        | 1'13"1 |
| 2016 | Tornado Bello      | Jag de Bellouet    | Camille Levesque        | Thomas Levesque         | 1'13"8 |
| 2015 | Nene Degli Ulivi   | Uconn Roc          | Alexandre Abrivard      | Vincent Lacroix         | 1'13"9 |
| 2014 | Sourire de Voutre  | Gazouillis         | Franck Nivard           | Franck Leblanc          | 1'13"7 |
| 2013 | Pluto du Vivier    | Extreme Dream      | Éric Raffin             | Jean Christophe Sorel   | 1'12"9 |
| 2012 | Potin Meslois      | Full Account       | Yoann Lebourgeois       | Pierre Belloche         | 1'13"7 |
| 2011 | Risque Tout        | Giant Cat          | Julien Raffestin        | Gerard Paille           | 1'14"5 |
| 2010 | Quemeu d'Ecublei   | Jet Fortuna        | Jonathan Carré          | Frederic Prat           | 1'13"1 |
| 2009 | Or de Jade         | Sancho Panca       | David Thomain           | Joël Hallais            | 1'13"9 |
| 2008 | Marathon Man       | Tadzio de la Motte | Nathalie Henry          | Igor Pierre Blanchon    | 1'14"1 |
| 2007 | Nouba Turgot       | Canada             | Éric Raffin             | Franck Anne             | 1'14"4 |
| 2006 | Mage du Martellier | Chef du Chatelet   | Franck Nivard           | Regis Perroteau         | 1'15"3 |
| 2005 | Hesparbet          | Quinato            | Nathalie Henry          | Bernard Desmontils      | 1'16"1 |
| 2004 | Isn't It Pacha     | Titi Barbes        | Laurent Koubiche        | Laurent Coubard         | 1'17"3 |
| 2003 | Imalverne de Guez  | Vroum d'Or         | Jean-Michel Bazire      | Jean Yves Bachelot      | 1'17"7 |
| 2002 | Incisif Gede       | Blue Eyes America  | Laurent-Claude Abrivard | Patrick Marc Mottier    | 1'16"3 |
| 2001 | Hamilton d'Isques  | Myoto Barbes       | Philippe Masschaele     | Luc Roelens             | 1'16"6 |
| 2000 | Frascati           | Reel Chouan        | Michel Lenoir           | Jean Roussel            | 1'16"5 |
| 1999 | Rocky Kim          | Ogorek             | Jean Claude Hallais     | Anders Lindqvist        | 1'16"4 |
| 1998 | Da Ponte           | Jet du Vivier      | Jean Marie Monclin      | Loic Marie Dalifard     | 1'18"0 |
| 1997 | Rocky Kim          | Ogorek             | Jean-Michel Bazire      | Anders Lindqvist        | 1'17"1 |
| 1996 | Cyclone Nay        | Lory               | Laurent-Claude Abrivard | Henri Cogne             | 1'18"7 |